# Jenny Bindon
Jenny Lynn Bindon, geborene Jenny Lynn Bourn (* 25. Februar 1973 in Belleville, Illinois), ist eine US-amerikanisch-neuseeländische Fußballnationalspielerin.

## Werdegang
Jenny und ihre Zwillingsschwester Sarah betrieben während ihrer Jugend an der Belleville West High School mehrere Sportarten wie Basketball, Volleyball, Softball, Tennis und Querfeldeinlauf. Mädchenfußball wurde nicht angeboten. Am College spielte sie von 1991 bis 1993 Basketball, in den Jahren 1991/92 Tennis und 1992 Fußball für das Team Cougars der Southern Illinois University Edwardsville. Sie ging von der Universität ab und schloss sich der United States Coast Guard an. Ab 1998 setzte sie ihr Studium an der Lewis University in Romeoville (Illinois) fort, wo sie auch Fußball und Basketball spielte.
Nach ihrer Heirat mit Grant Bindon, dem ehemaligen Kapitän der neuseeländischen Volleyballnationalmannschaft, den sie an der Lewis University kennengelernt hatte, siedelte sie nach Neuseeland über. Aus der Ehe stammt ein Sohn.

### In der Nationalmannschaft
Am 18. Februar 2004 gab sie im Länderspiel gegen Australien ihr Debüt in der neuseeländischen Frauennationalmannschaft. Das Spiel ging mit 0:2 verloren. 2007 nahm sie mit dem Nationalteam an der Weltmeisterschaft in China teil. Die Rückkehr Neuseelands auf die WM-Bühne blieb jedoch ohne Torerfolg.
Im Jahr darauf war Bindon Mitglied der Nationalmannschaft beim olympischen Fußballturnier in Peking. Neuseeland schied mit einem Unentschieden und zwei Niederlagen nach der Vorrunde aus.
Am 7. März 2011 bestritt sie bei der 2:5-Niederlage gegen Frankreich im Rahmen des Cyprus Cup ihr 50. Länderspiel und wurde damit Rekordnationaltorhüter im neuseeländischen Fußball. Im Sommer 2011 spielte sie mit Neuseeland bei der Weltmeisterschaft in Deutschland. Abermals schied das Team nach der Vorrunde aus. Im Sommer 2012 nahm sie in London zum zweiten Mal an den Olympischen Spielen teil.